# Lophosaurus dilophus
Espèce
Synonymes
- Lophyrus dilophus Duméril & Bibron, 1837
- Tiaris megapogon Grayn, 1845

Statut de conservation UICN

 LC  : Préoccupation mineure
Lophosaurus dilophus est une espèce de sauriens de la famille des Agamidae.

## Répartition
Cette espèce se rencontre aux îles Aru et Kai aux Moluques et en Nouvelle-Guinée occidentale en Indonésie et en Papouasie-Nouvelle-Guinée en Nouvelle-Guinée orientale et dans les îles d'Entrecasteaux.

## Publication originale
- Duméril & Bibron, 1837 : Erpétologie Générale ou Histoire Naturelle Complète des Reptiles. Librairie. Encyclopédique Roret, Paris, vol. 4, p. 1-570 (texte intégral).